# بیونیک
بیونیک یا زیست‌سازه (به انگلیسی: Bionics) یا مهندسی ملهم از زیست‌شناسی الگوگیری از سامانه‌ها، ساختارها و سازوکارهای طبیعت و جانداران برای ابداع و اختراع، پدیدآوردن فناوری و حل مسائل فنی–مهندسی است.
این رشته به عنوان یک دانش میان‌رشته‌ای و یک روش‌شناسی حل خلاق مسئله، از شاخه‌ها یا گرایش‌های تخصصی خلاقیت نوآوری‌شناسی (Creanovatology) به‌شمار می‌رود. به عبارتی می‌توان گفت بیونیک هنر به‌کارگیری دانش سیستم‌های زنده در حل مسائل فنی است. این رشته به عنوان یک دانش میان‌رشته‌ای و یک روش‌شناسی حل خلاق مسئله، از شاخه‌ها یا گرایش‌های تخصصی خلاقیت نوآوری‌شناسی به‌شمار می‌رود. طبیعت با گذر از عصرهای بسیار دچار تغییرات و جهش‌های بسیاری شده است و به تکامل رسیده است. طبیعت هرآنچه را که با محیط سازگاری نداشته از بین برده و امروزه، طبیعتی که ما در آن زندگی می‌کنیم و هر جاندار موجود در آن، تکامل یافته‌ترین مخلوق در نوع خود تا به امروز می‌باشد. این بدان معنی است که هر مکانیسم و ساختاری در طبیعت در بهترین کارآمدترین حالت خود قرار دارد. پس بشریت می‌تواند با مطالعهٔ این طبیعت تکامل یافته، در طراحی دست ساخته‌های خود ایده بگیرد. از اواخر قرن بیست شاهد بسیاری از دستاوردهای بشری هستیم که اگر دقیق‌تر به آن‌ها نگاه کنیم، درمی‌یابیم که الهام گرفتن از طبیعت کمک شایانی به بهتر ساختن آن‌ها کرده است.

## تاریخچه
سرگرد جک استیل، افسر هنگ هوانوردی ارتش آمریکا واژه بیونیک را نخستین بار برای علم سیستمهایی را که شالودهٔ آنها سیستمهای زنده است یا دارای خصوصیات سیستمهای زنده هستند یا به سیستمهای زنده می‌مانند به ک ر برد. واژه بیونیک برای اولین بار توسط جک ای. ایل در سال ۱۹۵۸ ابداع شد که احتمالاً از واژه فنی بیون (bion) از یونان قدیم به معنی واحد زندگی و پسوند ایک (-ic) به معنی مشابه تشکیل شده است. بدین ترتیب بیونیک را می‌توان مانند زندگی معنا کرد. برخی لغت‌نامه‌ها نیز این واژه را ترکیبی از بیو در واژهٔ بیولوژی و نیک در واژهٔ الکترونیک تعریف کرده‌اند. این واژه در دهه ۱۹۷۰ میلادی در سریال‌های تلویزیونی مرد شش میلیون دلاری و زن بیونیکی شناخته شد که بر اساس دو رمان با همین نام نوشتهٔ مارتین کایدین تحت تأثیر کارهای استیل ساخته شده‌بودند.

## کاربرد بیونیک
بشر از ابتدا برای ساختن مکان‌ها و وسایل خود از طبیعت، الهام می‌گرفته است. به عنوان مثال لئوناردو داوینچی با ایده گرفتن از ساختار بدن خفاش ماشین پرنده طراحی کرد. بعدها در نمایشگاه مونترال کانادا، فرای اتو، برای ساخت سازه‌اش از تار عنکبوت ایده گرفت.

## تفاوت بیونیک و ارگانیک
تفاوت طراحی ارگانیک و طراحی بیونیک در این است که در سبک ارگانیک بیشتر از فرم و رنگ عناصر موجود در طبیعت استفاده می‌شود ولی در طراحی بیونیک از سیستم و عملکرد عناصر طبیعی بیشتر در ایده‌های اولیه و ساختارها استفاده می‌شود به عنوان مثال طرح تارعنکبوت برای ساخت یک سازه مستحکم استفاده می‌شود.